# Quartier des Arts-et-Métiers
Quartier des Arts-et-Métiers är Paris 9:e administrativa distrikt, beläget i tredje arrondissementet. Distriktet är uppkallat efter Conservatoire national des arts et métiers.
Tredje arrondissementet består även av distrikten Enfants-Rouges, Archives och Sainte-Avoye.

## Byggnadsverk och gator
- Sainte-Élisabeth-de-Hongrie
- Boulevard Saint-Denis
- Boulevard Saint-Martin
- Passage Sainte-Élisabeth

## Bilder
| - De fyra administrativa distrikten i Paris tredje arrondissement. - Sainte-Élisabeth-de-Hongrie. - Passage Sainte-Élisabeth. |

## Kommunikationer
- Tunnelbana – linjerna   – Arts et Métiers